# Heriberto I de Vermandois
Herberto I de Vermandois (c. 848/850 907), señor de Peronne, Conde de Vermandois, Meaux y Soissons, y abad laico de San Quintín fue un aristócrata Carolingio que jugó una función significativa en Francia.
Herbert era hijo de Pipino de Vermandois. Herbert se convirtió en conde de Soissons antes de 889 y posiblemente recibió el encargo de defender el Oise contra las incursiones Vikingas. En 896 es nombrado conde de Vermandois sucediendo al nibelúgida Teodorico, probablemente su abuelo materno. Contemporáneo de Balduino II de Flandes aprovechó su condición de carolingio, bisnieto de Pipino de Italia (que fue hijo de Carlomagno). Herberto controló St. Quentin y Péronne y sus actividades en el valle alto del Somme, como la captura y asesinato (más que rescate) de su hermano Raoul en 896, pudieron hacer que Balduino II le hiciera matar en 907.
Herbert arregló una alianza matrimonial con Roberto de Neustria entregándole en matrimonio a su hija Beatriz como su segunda esposa.[1] Como parte de este pacto Herberto también comprometió a su hijo Herberto II de Vermandois con Adela, la hija de Roberto con su primera mujer.

## Matrimonio y descendencia
Se casó con Béatrice de Morvois de París (Bertha de Morvis), tuvieron:
- Herberto II, Conde de Vermandois, sucedió a su padre.[3]
- Beatriz de Vermandois (c. 880–931), casada con Roberto I de Francia.[3]
- Cunegonda de Vermandois († aft. 943) que se casó con Eudo, Conde en los Wetterau.[3]